# Corennys sericata
Corennys sericata är en skalbaggsart som beskrevs av Bates 1884. Corennys sericata ingår i släktet Corennys och familjen långhorningar. Inga underarter finns listade i Catalogue of Life.